# Макіно-Айленд (Мічиган)
Макіно-Айленд (англ. Mackinac Island /mækɨnɔː/, у буквальному перекладі — «острів Макіно») — місто (англ. city) в США, в окрузі Мекінак штату Мічиган. Місто Макіно-Айленд розташоване на однойменному острові на озері Гурон. Згідно з переписом 2010 року, населення міста становило лише 492 особи, але влітку населення значно збільшується за рахунок туристів та сезонних робітників.(2010).

Місто Макіно-Айленд у складі округу Макіно штату Мічиган.

## Географія
Макіно-Айленд розташоване за координатами 45°51′22″ пн. ш. 84°37′17″ зх. д. / 45.85611° пн. ш. 84.62139° зх. д. (45.856211, -84.621440).  За даними Бюро перепису населення США в 2010 році місто мало площу 48,80 км², з яких 11,27 км² — суходіл та 37,53 км² — водойми.

## Демографія

### Перепис 2010
Згідно з переписом 2010 року, у місті мешкали 492 особи в 240 домогосподарствах у складі 128 родин. Густота населення становила 10 осіб/км².  Було 1002 помешкання (21/км²).
Расовий склад населення:
| - 73,8 % — білих - 18,1 % — корінних американців - 1,2 % — чорних або афроамериканців - 0,6 % — азіатів - 0,2 % — вихідців з тихоокеанських островів |

До двох чи більше рас належало 5,9 %. Частка іспаномовних становила 2,2 % від усіх жителів.
За віковим діапазоном населення розподілялося таким чином: 17,7 % — особи молодші 18 років, 68,9 % — особи у віці 18—64 років, 13,4 % — особи у віці 65 років та старші. Медіана віку мешканця становила 42,5 року. На 100 осіб жіночої статі у місті припадало 112,1 чоловіків;  на 100 жінок у віці від 18 років та старших — 115,4 чоловіків також старших 18 років.
Середній дохід на одне домашнє господарство  становив 65 594 долари США (медіана — 48 906), а середній дохід на одну сім'ю — 95 725 доларів (медіана — 76 042). Медіана доходів становила 44 018 доларів для чоловіків та 26 875 доларів для жінок. За межею бідності перебувало 22,7 % осіб, у тому числі 10,6 % дітей у віці до 18 років та 0,0 % осіб у віці 65 років та старших.
Цивільне працевлаштоване населення становило 439 осіб. Основні галузі зайнятості: мистецтво, розваги та відпочинок — 49,2 %, освіта, охорона здоров'я та соціальна допомога — 10,3 %, роздрібна торгівля — 8,7 %, науковці, спеціалісти, менеджери — 8,2 %.

### Перепис 2000
За даними перепису населення 2000 в Макіно-Айленді проживало 523 особи, 143 родини. Середня густота населення становила близько 46,2 осіб на один квадратний кілометр. Расовий склад Макіно-Айленда за даними перепису розподілився таким чином: 75,72% білих, 18,36% — корінних американців, 5,35% — представників змішаних рас, 0,38% — азіатів, 0,19% — інших народів. Іспаномовні склали 0,57% від усіх жителів міста.

## Галерея

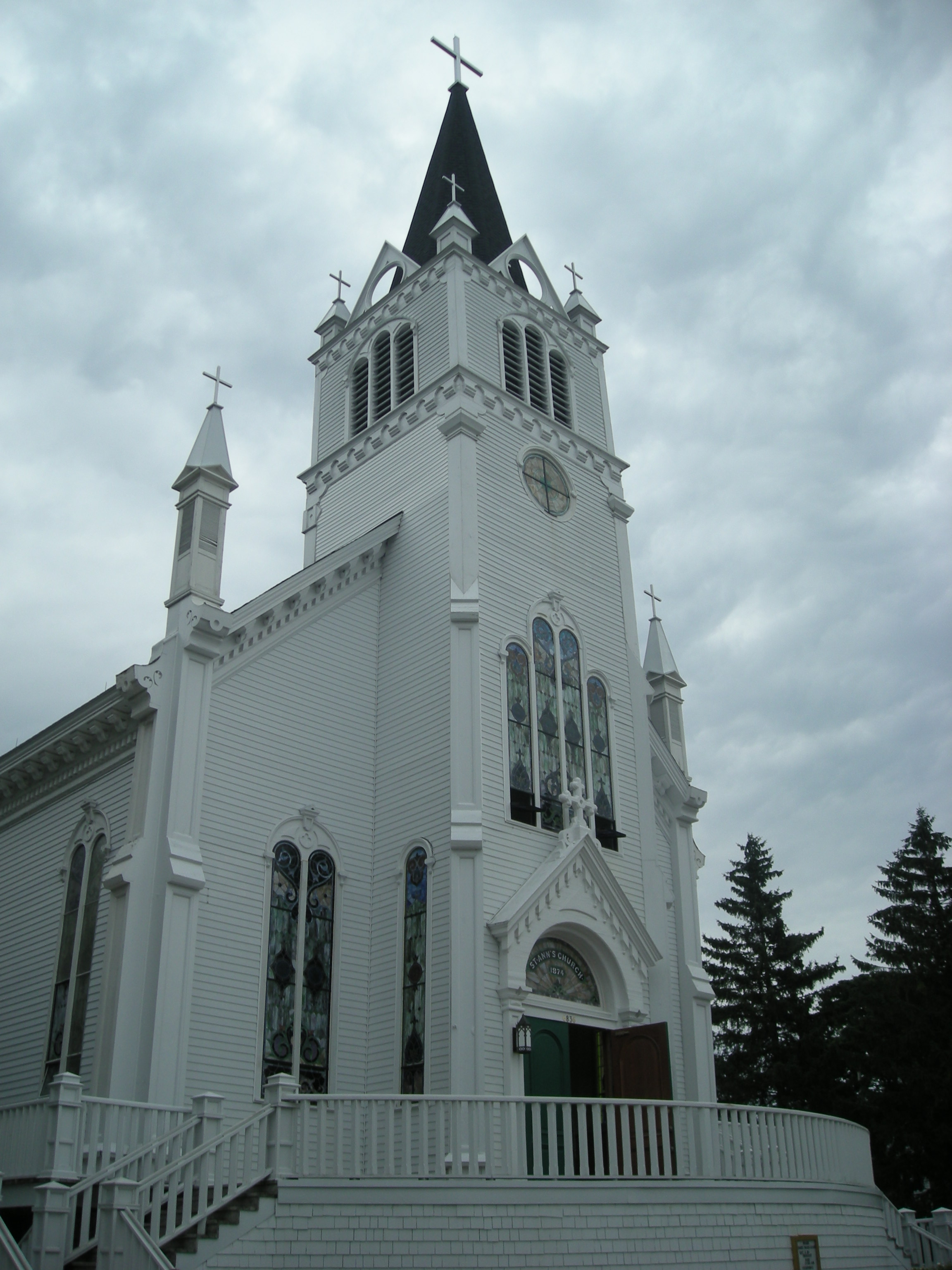
Церква Св. Анни
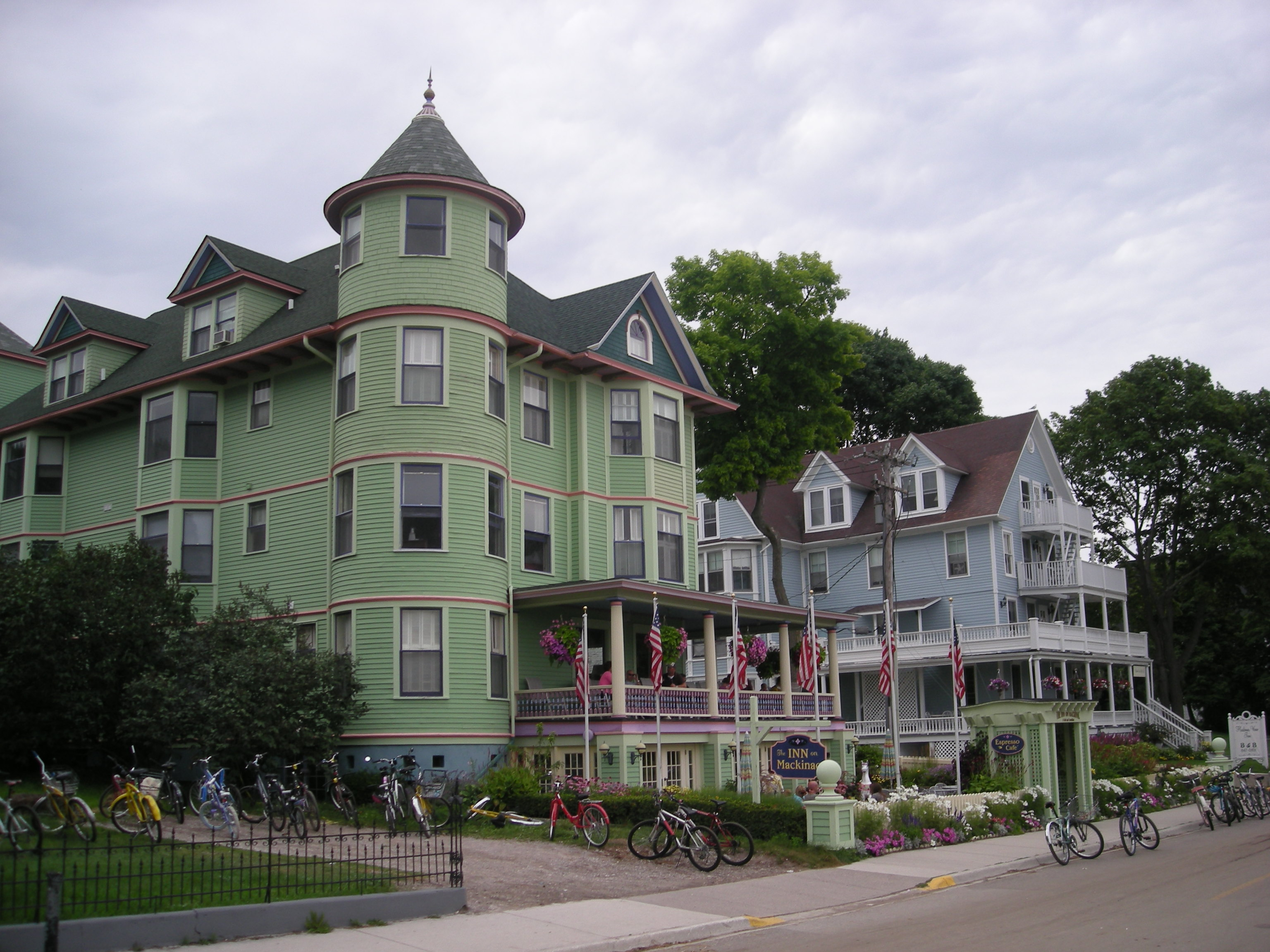
Готель
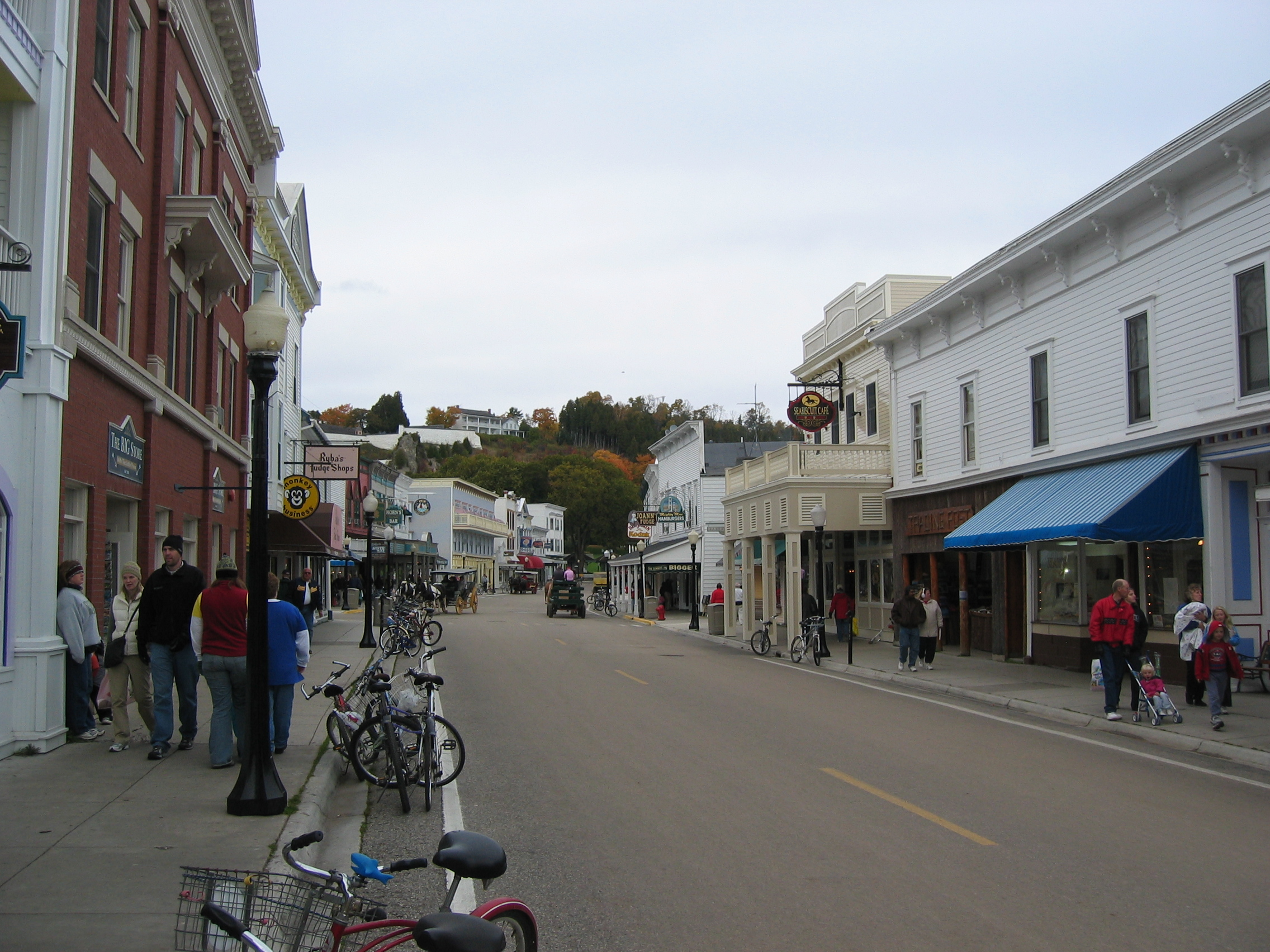
Макіно
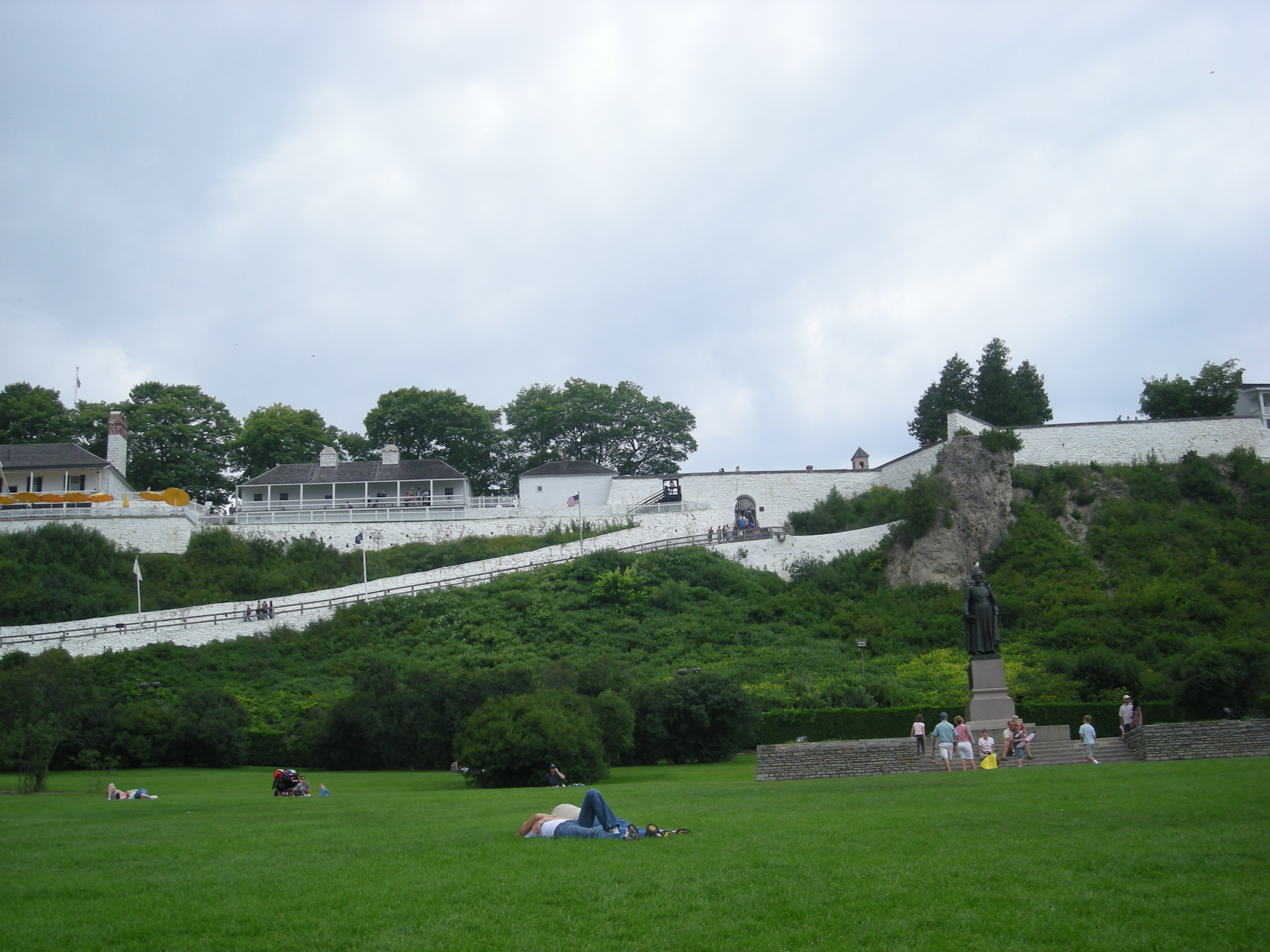
Форт Макіно